# Hohenfels, Baden-Württemberg
Hohenfels är en kommun i Landkreis Konstanz i regionen Schwarzwald-Baar-Heuberg i Regierungsbezirk Freiburg i förbundslandet Baden-Württemberg i Tyskland. Folkmängden uppgår till cirka 2 100 invånare, på en yta av 31 kvadratkilometer.
Kommunen bildades 1 januari 1973 genom en sammanslagning av kommunerna Liggersdorf, Mindersdorf och Selgetsweiler. De tidigare kommunerna Deutwang och Kalkofen uppgick i den nya kommunen 1 januari 1975.
Kommunen ingår i kommunalförbundet Stockach tillsammans med staden Stockach och kommunerna Bodman-Ludwigshafen, Eigeltingen, Mühlingen och Orsingen-Nenzingen.